# Kensington (Califòrnia)
Kensington és una concentració de població designada pel cens dels Estats Units a l'estat de Califòrnia. Segons el cens del 2000 tenia 4.936 habitants.

## Demografia
Segons el cens del 2000, Kensington tenia 4.936 habitants, 2.192 habitatges, i 1.372 famílies. La densitat de població era de 1.657,2 habitants/km².
Dels 2.192 habitatges en un 23,8% hi vivien nens de menys de 18 anys, en un 53,5% hi vivien parelles casades, en un 6,6% dones solteres, i en un 37,4% no eren unitats familiars. En el 26,7% dels habitatges hi vivien persones soles el 12,5% de les quals corresponia a persones de 65 anys o més que vivien soles. El nombre mitjà de persones vivint en cada habitatge era de 2,25 i el nombre mitjà de persones que vivien en cada família era de 2,69.
Per edats la població es repartia de la següent manera: un 17,7% tenia menys de 18 anys, un 3,1% entre 18 i 24, un 25,4% entre 25 i 44, un 31,7% de 45 a 60 i un 22,1% 65 anys o més.
L'edat mediana era de 47 anys. Per cada 100 dones de 18 o més anys hi havia 89,3 homes.
La renda mediana per habitatge era de 93.247 $ i la renda mediana per família de 102.601 $. Els homes tenien una renda mediana de 71.278 $ mentre que les dones 55.347 $. La renda per capita de la població era de 55.275 $. Entorn de l'1,7% de les famílies i el 3,3% de la població estaven per davall del llindar de pobresa.

## Poblacions properes
El següent diagrama mostra les poblacions més properes.